# Leptococcus
Leptococcus är ett släkte av insekter. Leptococcus ingår i familjen ullsköldlöss.
Kladogram enligt Catalogue of Life:
| Leptococcus | \| \| Leptococcus grallator \| \| \| \| \| \| Leptococcus metroxyli \| \| \| \| |
|             | \| \| Leptococcus grallator \| \| \| \| \| \| Leptococcus metroxyli \| \| \| \| |
|             | Leptococcus grallator                                                           |
|             |                                                                                 |
|             | Leptococcus metroxyli                                                           |
|             |                                                                                 |